# Admontia gracilipes
Admontia gracilipes är en tvåvingeart som beskrevs av Louis-Paul Mesnil 1953. Admontia gracilipes ingår i släktet Admontia och familjen parasitflugor.
Artens utbredningsområde är Myanmar. Inga underarter finns listade i Catalogue of Life.